# Challenge du Prince
A Challenge du Prince (em português: Campeonato do Príncipe; também chamado: Campeonato do Príncipe Herdeiro Moulay Hassan) é o trio de corridas ciclistas profissionais de um dia, agrupadas baixo um mesmo nome comum, que se disputam em Marrocos, desde a primeira sexta-feira do mês durante três dias consecutivos. Toma o seu nome de Moulay Hassan, o filho maior do rei Maomé VI de Marrocos e o príncipe herdeiro de Marrocos.
Criadas em 2010 todas elas estão enquadradas dentro do UCI Africa Tour, dentro da categoria 1.2 (última categoria do profissionalismo).
São organizadas pela Federação de Marrocos de Ciclismo.

## Corridas
Desde seus inícios denominaram-se da mesma maneira disputando-se na mesma ordem:
- Trophée Princier (Troféu Príncipe)[1]
- Trophée de l'Anniversaire (Troféu do Aniversário)[2]
- Trophée de la Maison Royale (Troféu da Casa Real)[3]

## Palmarés

### Trophée Princier
| Ano  | Ganhador             | Segundo              | Terceiro           |
| ---- | -------------------- | -------------------- | ------------------ |
| 2010 | Roberto Richeze      | Abdelbasset Hannachi | Azzedine Lagab     |
| 2011 | Azzedine Lagab       | Philipp Mamos        | Abdelmalek Madani  |
| 2012 | Tarik Chaoufi        | Abdelmalek Madani    | Essaïd Abelouache  |
| 2013 | Adil Jelloul         | Rafaâ Chtioui        | Mouhssine Lahsaini |
| 2014 | Abdelati Saadoune    | Ismail Ayoune        | Adnane Aarbia      |
| 2015 | Salah Eddine Mraouni | Essaïd Abelouache    | Anass Aït El Abdia |
| 2016 | Thomas Vaubourzeix   | Said Bdadou          | Abdellah Hida      |
| 2017 | Thomas Vaubourzeix   | Essaïd Abelouache    | Ahmet Akdilek      |

### Trophée de l'Anniversaire
| Ano  | Ganhador                 | Segundo              | Terceiro                 |
| ---- | ------------------------ | -------------------- | ------------------------ |
| 2010 | Mohammed Said El Ammouri | Azzedine Lagab       | Adriano Angeloni         |
| 2011 | Volodymyr Bileka         | Tarik Chaoufi        | Youcef Reguigui          |
| 2012 | Reda Aadel               | Adil Jelloul         | Tarik Chaoufi            |
| 2013 | Rafaâ Chtioui            | Adil Jelloul         | Yousef Mirza Bani Hammad |
| 2014 | Mouhssine Lahsaini       | Tarik Chaoufi        | Essaïd Abelouache        |
| 2015 | Essaïd Abelouache        | Salah Eddine Mraouni | Anass Aït El Abdia       |
| 2016 | Soufiane Sahbaoui        | Mounir Makhchoun     | Mohcine El Kouraji       |
| 2017 | Umberto Marengo          | Ahmed Amine Galdoune | Charlie Meredith         |

### Trophée de la Maison Royale
| Ano  | Ganhador             | Segundo             | Terceiro           |
| ---- | -------------------- | ------------------- | ------------------ |
| 2010 | Adriano Angeloni     | Carlos Torrent      | Abdelati Saadoune  |
| 2011 | Vladislav Borisov    | Youcef Reguigui     | Tarik Chaoufi      |
| 2012 | Abdelati Saadoune    | Tarik Chaoufi       | Reda Aadel         |
| 2013 | Maher Hasnaoui       | Mathieu Perget      | Soufiane Haddi     |
| 2014 | Tarik Chaoufi        | Salaheddine Mraouni | Mohamed Er Rafai   |
| 2015 | Anass Aït El Abdia   | Tarik Chaoufi       | Abdelati Saadoune  |
| 2016 | Mouhssine Lahsaini   | Thomas Vaubourzeix  | Mohcine El Kouraji |
| 2017 | Ahmed Amine Galdoune | Matthias Legley     | Soufiane Sahbaoui  |

## Palmarés por países
| País      | Vitórias |
| --------- | -------- |
| Marrocos  | 4        |
| França    | 2        |
| Argentina | 1        |
| Argélia   | 1        |

| País     | Vitórias |
| -------- | -------- |
| Marrocos | 5        |
| Ucrânia  | 1        |
| Tunísia  | 1        |
| Itália   | 1        |

| País     | Vitórias |
| -------- | -------- |
| Marrocos | 5        |
| Rússia   | 1        |
| Itália   | 1        |
| Tunísia  | 1        |

## Estatísticas

### Vitórias de corridas por países
| País      | Vitórias |
| --------- | -------- |
| Marrocos  | 12       |
| Tunísia   | 2        |
| Argentina | 1        |
| Itália    | 1        |
| Argélia   | 1        |
| Ucrânia   | 1        |
| Rússia    | 1        |
| França    | 1        |